# Chrysopa annotaria
Chrysopa annotaria är en insektsart som beskrevs av Banks 1946. Chrysopa annotaria ingår i släktet Chrysopa och familjen guldögonsländor. Inga underarter finns listade i Catalogue of Life.